# مورتاز خورتسيلافا
مورتاز خورتسيلافا، من مواليد 5 يناير 1943، لاعب كرة قدم سوفييتي سابق، ومدرب كرة قدم جورجي سابق.
لعب مع منتخب الاتحاد السوفييتي لكرة القدم.

## مسيرته الكروية
لعب مورتاز خورتسيلافا خلال مسيرته الاحترافية مع ناديين في سبعة عشر موسمًا وسجل خلالها 19 هدفًا ضمن 340 مباراة. ولم يفز بأي موسم بالكأس وفاز في موسم واحد بالدوري.
خاض مورتاز خورتسيلافا مسيرته مع نادي دينامو تبليسي في موسم 1961 ليلعب معه خمسة عشر موسمًا، مشاركًا في 293 مباراة سجل خلالها 15 هدفًا. ثم انتقل إلى نادي توربيدو كوتيسي في عامي 1975-1977 ولمدة موسمين، حيث شارك في 47 مباراة سجل خلالها 4 أهداف.

## روابط خارجية
- مورتاز خورتسيلافا على موقع الاتحاد الدولي (مؤرشف)  (الإنجليزية)
- مورتاز خورتسيلافا على موقع الاتحاد الأوربي (الإنجليزية)
- مورتاز خورتسيلافا على موقع قاعدة بيانات كرة القدم.إي يو (الإنجليزية)
- مورتاز خورتسيلافا على موقع ناشيونال فوتبول تيمز (الإنجليزية)
- مورتاز خورتسيلافا على موقع عالم كرة القدم.نت (الإنجليزية)
- مورتاز خورتسيلافا على موقع أوليمبيديا (الإنجليزية)